# 45 година
„45 година“ (енгл. 45 Years) је британска филмска драма из 2015. у режији Ендруа Хејга са Шарлотом Ремплинг и Томом Кортнијем у главним улогама. Филм је снимљен на основу Хејговог сценарија, базираног на приповеци „У другој земљи“ Дејвида Константина.
Премијерно је приказан у оквиру главне конкуренције на Берлинском филмском фестивалу 2015, где је Шарлот Ремплинг освојила сребрног медведа за најбољу глумицу, а Том Кортни сребрног медведа за најбољег глумца. Ремплинг је за ову улогу награђена и Наградом европске филмске академије и номинацијом за оскара. Критичари су филм дочекали похвалама и тренутно на сајту ротен томејтоус држи збир од 98 посто позитивних филмских рецензија, са сумирајућим коментаром: „45 година“ нуди богате мисаоно-стимулативне дарове за љубитеље озбиљних филмова и очаравајућу глуму главних протагониста Шарлоте Ремполинг и Тома Куртнија.
Британски критичар Питер Бредшо сврстао га је на прво место Гардијанове листе најбољих филмова приказаних у Уједињеном краљевству 2015.

## Заплет
Кејт и Џеф су старији брачни пар који се припрема за прославу 45. годишњице брака. Неколико дана пре забаве Џеф добија писмо из Швајцарске. У писму га обавештавају да су пронашли замрзнут и потпуно очуван леш Катје, његове прве девојке, која је страдала у снежној лавини пре педесет година, док је са њим била на зимовању. У филму се приказује како ова вест даље утиче на њихове животе.

## Улоге
| Глумац          | Улога            |
| --------------- | ---------------- |
| Шарлот Ремплинг | Кејт Мерсер      |
| Том Кортни      | Џеф Мерсер       |
| Џералдин Џејмс  | Лена             |
| Доли Велс       | Шарлот           |
| Ричард Канингем | господин Воткинс |